# Bambouseraie de Prafrance

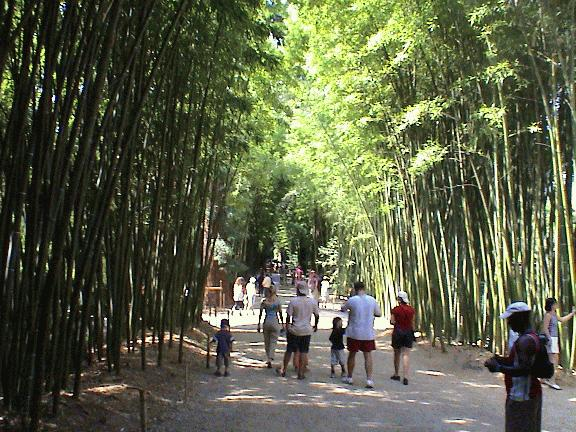

Bambouseraie de Prafrance nebo také Bambouseraie en Cévennes je soukromá botanická zahrada zaměřená na pěstování bambusů. Nachází se v obci Générargues v departementu Gard na jihu Francie.
Zahrada má rozlohu 34 hektarů, z toho 15 hektarů je přístupných veřejnosti. Založil ji v roce 1856 místní amatérský botanik Eugène Mazel. Nachází se zde japonská zahrada podle zásad feng-šuej a replika laoské domorodé vesnice. Kolekce zahrnuje okolo tří set druhů bambusů, pěstuje se také jinan dvoulaločný, trachykarpus žíněný a leknín posvátný.
Natáčel se zde film Mzda strachu.
V roce 2005 byla Bambouseraie de Prafrance zapsána na seznam Jardin remarquable.